# 二氧化硒
二氧化硒是一种无机化合物，化学式为SeO2。它是白色晶体，加压液化后可以得到黄色液体，常压下加热至317℃升华，得到绿色蒸气。它和空气中的灰尘接触后，遇光即被还原为硒单质而变红。对热稳定。

## 制取
硒在空气中燃烧，硒与硝酸、过氧化氢反应氧化，或亚硒酸脱水都可以得到二氧化硒。
{\displaystyle {\rm {\ 3Se+4HNO_{3}+H_{2}O\rightarrow 3H_{2}SeO_{3}+4NO}}}
{\displaystyle {\rm {\ 2H_{2}O_{2}+Se\rightarrow SeO_{2}+2H_{2}O}}}
{\displaystyle {\rm {\ H_{2}SeO_{3}\rightleftharpoons SeO_{2}+H_{2}O}}}

## 性质
二氧化硒可溶于水，生成亚硒酸；溶于碱则生成亚硒酸盐。它是有机合成中的氧化剂，可用于烯丙位氧化、Riley氧化反应等。环己酮发生反应得到1,2-环己二酮，三聚乙醛反应得到乙二醛。烯丙位氧化的通式如下：
{\displaystyle {\rm {\ R_{2}C\!=\!CR'\!-\!CHR''_{2}+[O]\rightarrow R_{2}C\!=\!CR'\!-\!C(OH)R''_{2}}}} ； R、R'、R" = 烷基、芳基

## 用途

### 有机合成
在有机合成中SeO2是一种重要的试剂。它氧化三聚乙醛生成乙二醛，氧化环己酮则得到1,2-环己二酮，自身均被还原为硒单质，呈现红色无定形体，很容易过滤出来。此反应叫做Riley氧化反应。二氧化硒还常用在烯丙基的氧化中，其反应机理如下：
该反应的通式为：
R2C=CR'-CHR"2  +  [O] →  R2C=CR'-C(OH)R"2
其中R、R'、R"可以为烷基或芳基。